# Francesco Orsini von Rosenberg
Francesco Orsini von Rosenberg, I principe Orsini-Rosenberg, in tedesco Franz-Xaver-Wolfgang Fürst von Orsini-Rosenberg (Vienna, 6 aprile 1723 – Vienna, 14 novembre 1796), è stato un nobile, diplomatico e politico austriaco. 
Fu maggiordomo maggiore del granduca di Toscana Pietro Lepoldo d'Asburgo-Lorena, e gran ciambellano e ministro di Conferenza dell'Imperatore austriaco.

## Biografia
Discendente di un'antica e nobile famiglia originaria della Carinzia, gli Orsini-Rosenberg, il conte austriaco Francesco Orsini von Rosenberg esordì nella carriera diplomatica come ministro plenipotenziario a Londra, divenne poi ambasciatore a Copenaghen e in seguito si trasferì a Madrid presso la corte spagnola, dove tra il 1757 e il 1765 negoziò per conto della corona austriaca l'accordo matrimoniale tra l'arciduca ereditario d'Austria Pietro Leopoldo e l'Infanta di Spagna Maria Ludovica di Borbone-Spagna, matrimonio che ebbe luogo a Innsbruck il 5 agosto 1765.
Insieme ad altri importanti ministri e funzionari austriaci (come von Haugwitz, Kaunitz-Rietberg e Starhemberg), Francesco Orsini von Rosenberg fu uno dei consiglieri e collaboratori più importanti di Maria Teresa d'Austria. Nel 1766 Maria Teresa, che lo considerava uno dei suoi uomini di maggior fiducia e capacità, lo inviò in Toscana in occasione dell'insediamento del figlio Pietro Leopoldo a Granduca di Toscana. Francesco Orsini von Rosenberg arrivò nel 1766 in Toscana direttamente da Vienna e fu nominato lo stesso anno presidente del consiglio di Finanze e maggiordomo maggiore della Real Corte Granducale, ponendosi così al contempo al vertice dei sistemi di corte e di governo.
Prima di diventare ministro degli esteri, fu anche ministro della guerra. Orsini von Rosenberg rimase a Firenze tre anni, dal 1766 al 1770, con l'incarico di aiutare il giovane principe nei primi passi del suo governo e soprattutto quello voluto da Vienna di contenere le spinte autonomiste del Granducato di Toscana rispetto alla corona austriaca, alimentate spesso dalle scelte politiche dello stesso granduca Pietro Leopoldo e dai suoi più stretti collaboratori toscani.
In Toscana Francesco Orsini von Rosenberg collaborò attivamente ad alcune riforme al fianco del giovane granduca, diventando uno dei protagonisti delle riforme leopoldine, fautore intelligente di una linea di profonda trasformazione del Granducato. Lavorò tra l'altro alla liberalizzazione del grano fortemente voluta da uno dei più noti funzionari granducali, Pompeo Neri, che impose il caso toscano all'attenzione dell'opinione pubblica europea quale modello di sperimentazione più riuscito delle teorie economiche fisiocratiche.
Dopo il suo rientro a Vienna Rosenberg ottenne per i servizi alla corona e i meriti riconosciuti la carica di Gran Ciambellano, poi quella di Ministro di Conferenza e infine nel 1791 gli venne concesso il titolo nobiliare di principe. Fu in grande considerazione anche presso Giuseppe II d'Asburgo-Lorena, che lo nominò Sovrintendente teatrale, coinvolgendolo nel progetto dell'Opera di Vienna negli anni in cui era attivo Mozart; al musicista egli commissionò nel 1781 la realizzazione dell'opera Il ratto dal serraglio.  Tra le numerose testimonianze che lo descrivono come un ministro saggio e molto abile, si può ricordare quella del diplomatico Daniele Dolfin, ambasciatore veneziano a Vienna, per il quale Francesco Orsini von Rosenberg fu «mente sublime e molto capace».

## Ascendenza
|                                                                    |                         |                                  | Genitori                                                       |  |  | Nonni |  |  | Bisnonni                       |  |  | Trisnonni                                           |  |
|                                                                    |                         |                                  |                                                                |  |  |       |  |  | Wolfgang Andreas von Rosenberg |  |  | Johann Andreas von Rosenberg, I barone di Rosenberg |  |
|                                                                    |                         |                                  |                                                                |  |  |       |  |  | Wolfgang Andreas von Rosenberg |  |  | Johann Andreas von Rosenberg, I barone di Rosenberg |  |
|                                                                    |                         | Juliana Kulmer von Rosenbuchel   |                                                                |  |  |       |  |  | Wolfgang Andreas von Rosenberg |  |  |                                                     |  |
| Joseph Paris von Orsini-Rosenberg, I conte Orsini-Rosenberg        |                         |                                  |                                                                |  |  |       |  |  | Wolfgang Andreas von Rosenberg |  |  |                                                     |  |
|                                                                    |                         | Ernestina Barbara Montecuccoli   | Raimondo Montecuccoli                                          |  |  |       |  |  |                                |  |  |                                                     |  |
|                                                                    |                         | Ernestina Barbara Montecuccoli   | Raimondo Montecuccoli                                          |  |  |       |  |  |                                |  |  |                                                     |  |
|                                                                    |                         | Ernestina Barbara Montecuccoli   | Maria Josepha Margaretha van Dietrichstein-Nikolsburg          |  |  |       |  |  |                                |  |  |                                                     |  |
| Wolfgang Sigismund von Orsini-Rosenberg, II conte Orsini-Rosenberg |                         | Ernestina Barbara Montecuccoli   |                                                                |  |  |       |  |  |                                |  |  |                                                     |  |
|                                                                    |                         | Johann Franz von Lamberg         | Johann Albrecht von Lamberg, barone di Ortteneck ed Ottenstein |  |  |       |  |  |                                |  |  |                                                     |  |
|                                                                    |                         | Johann Franz von Lamberg         | Johann Albrecht von Lamberg, barone di Ortteneck ed Ottenstein |  |  |       |  |  |                                |  |  |                                                     |  |
|                                                                    |                         | Johann Franz von Lamberg         | Anna Katharina von Küenburg                                    |  |  |       |  |  |                                |  |  |                                                     |  |
| Maria Isabella Cäcilia von Lamberg                                 |                         | Johann Franz von Lamberg         |                                                                |  |  |       |  |  |                                |  |  |                                                     |  |
|                                                                    |                         | Maria Constantia von Questenberg | Gerhard II von Questenberg                                     |  |  |       |  |  |                                |  |  |                                                     |  |
|                                                                    |                         | Maria Constantia von Questenberg | Gerhard II von Questenberg                                     |  |  |       |  |  |                                |  |  |                                                     |  |
|                                                                    |                         | Maria Constantia von Questenberg | Maria Unterholzer von Kranichberg                              |  |  |       |  |  |                                |  |  |                                                     |  |
| Francesco von Orsini-Rosenberg, I principe Orsini-Rosenberg        |                         | Maria Constantia von Questenberg |                                                                |  |  |       |  |  |                                |  |  |                                                     |  |
|                                                                    | Ferdinand von Hohenfeld | Markus von Hohenfeld             |                                                                |  |  |       |  |  |                                |  |  |                                                     |  |
|                                                                    | Ferdinand von Hohenfeld | Markus von Hohenfeld             |                                                                |  |  |       |  |  |                                |  |  |                                                     |  |
|                                                                    | Ferdinand von Hohenfeld | Polyxena Volkra                  |                                                                |  |  |       |  |  |                                |  |  |                                                     |  |
| Otto Heinrich von Hohenfeld                                        | Ferdinand von Hohenfeld |                                  |                                                                |  |  |       |  |  |                                |  |  |                                                     |  |
|                                                                    |                         | Johanna Engelburgis von Gera     | Amand von Gera                                                 |  |  |       |  |  |                                |  |  |                                                     |  |
|                                                                    |                         | Johanna Engelburgis von Gera     | Amand von Gera                                                 |  |  |       |  |  |                                |  |  |                                                     |  |
|                                                                    |                         | Johanna Engelburgis von Gera     | Benigna von Friedesheim                                        |  |  |       |  |  |                                |  |  |                                                     |  |
| Maria Anna von Hohenfeld                                           |                         | Johanna Engelburgis von Gera     |                                                                |  |  |       |  |  |                                |  |  |                                                     |  |
|                                                                    |                         | Ernst Rüdiger von Starhemberg    | Konrad Balthasar von Starhemberg                               |  |  |       |  |  |                                |  |  |                                                     |  |
|                                                                    |                         | Ernst Rüdiger von Starhemberg    | Konrad Balthasar von Starhemberg                               |  |  |       |  |  |                                |  |  |                                                     |  |
|                                                                    |                         | Ernst Rüdiger von Starhemberg    | Anne Elizabeth von Zinzendorf                                  |  |  |       |  |  |                                |  |  |                                                     |  |
| Maria Katharina von Starhemberg                                    |                         | Ernst Rüdiger von Starhemberg    |                                                                |  |  |       |  |  |                                |  |  |                                                     |  |
|                                                                    |                         | Helena Dorothea von Starhemberg  | Heinrich Wilhelm von Starhemberg                               |  |  |       |  |  |                                |  |  |                                                     |  |
|                                                                    |                         | Helena Dorothea von Starhemberg  | Heinrich Wilhelm von Starhemberg                               |  |  |       |  |  |                                |  |  |                                                     |  |
|                                                                    |                         | Helena Dorothea von Starhemberg  | Susanna von Meggau                                             |  |  |       |  |  |                                |  |  |                                                     |  |
|                                                                    |                         | Helena Dorothea von Starhemberg  |                                                                |  |  |       |  |  |                                |  |  |                                                     |  |

## Riferimenti nella cultura di massa
Francesco Orsini von Rosenberg compare come personaggio secondario nel film Amadeus del 1984, diretto da Milos Forman. Nella pellicola è interpretato dall'attore Charles Kay ed il suo personaggio viene presentato come alleato del protagonista Salieri nell'ostacolare l'ascesa di Mozart all'interno della corte imperiale viennese.